# Большой Акжар
Большой Акжар (каз. Үлкен Ақжар) — село в Майском районе Павлодарской области Казахстана. Административный центр и единственный населённый пункт Акжарского сельского округа. Находится примерно в 107 км к юго-востоку от села Коктобе. Код КАТО — 555633100.

## Население
В 1999 году население села составляло 843 человека (425 мужчин и 418 женщин). По данным переписи 2009 года, в селе проживало 615 человек (316 мужчин и 299 женщин).